# Arcicóllar
Arcicóllar település Spanyolországban, Toledo tartományban. Arcicóllar Recas, Camarenilla, Fuensalida és Camarena községekkel határos. Lakosainak száma 1082 fő (2024).

## Népesség
A település lakosságának változását az alábbi diagram mutatja:
| Lakosok száma | 551  | 622  | 754  | 786  | 822  | 798  | 780  | 883  | 1004 | 1082 |
|               | 2001 | 2004 | 2007 | 2009 | 2012 | 2014 | 2017 | 2019 | 2022 | 2024 |